# Monanthocitrus
Monanthocitrus là một chi thực vật thuộc họ Rutaceae. Bao gồm các loài:
- Monanthocitrus oblanceolata